# Bockscar
Bockscar es el nombre con el que fue bautizado el avión bombardero B-29 de las Fuerzas Aéreas del Ejército de los Estados Unidos que lanzó la bomba nuclear Fat Man sobre la ciudad japonesa de Nagasaki el 9 de agosto de 1945 durante la Segunda Guerra Mundial. Este fue el segundo y último ataque nuclear contra una ciudad, tres días después del lanzamiento de otra bomba similar sobre Hiroshima.

## Historia
Bockscar era uno de los quince bombarderos B-29 construidos por Glenn L. Martin Company en Bellevue (Nebraska), en lo que hoy es la Base de la Fuerza Aérea Offutt. La aeronave fue entregada a las fuerzas aéreas estadounidenses el 19 de marzo de 1945 y al mes siguiente se asignó al Escuadrón de Bombarderos 393d del 509.º Grupo Compuesto, destinado en la Base de la Fuerza Aérea Wendover de Utah.
Se usó en trece misiones de entrenamiento y práctica en la isla de Tinian y en tres acciones de combate en las que lanzó bombas sobre objetivos industriales en Japón. El 9 de agosto de 1945, el bombardero, pilotado por el mayor Charles Sweeney, dejó caer la bomba Fat Man, con una potencia explosiva equivalente a 21 kilotones de TNT, sobre la ciudad japonesa de Nagasaki. La detonación arrasó el 44 % de la ciudad, mató de forma instantánea a 35 000 personas e hirió a otras 60 000.
Después de la guerra, Bockscar regresó a los Estados Unidos en noviembre de 1945. En septiembre de 1946 fue entregado al Museo Nacional de la Fuerza Aérea de Estados Unidos, ubicado en la Base de la Fuerza Aérea Wright-Patterson, en Dayton, Ohio, en donde está expuesto junto a una réplica de la bomba Fat Man y un cartel que dice: «El avión que puso fin a la Segunda Guerra Mundial».

## Galería

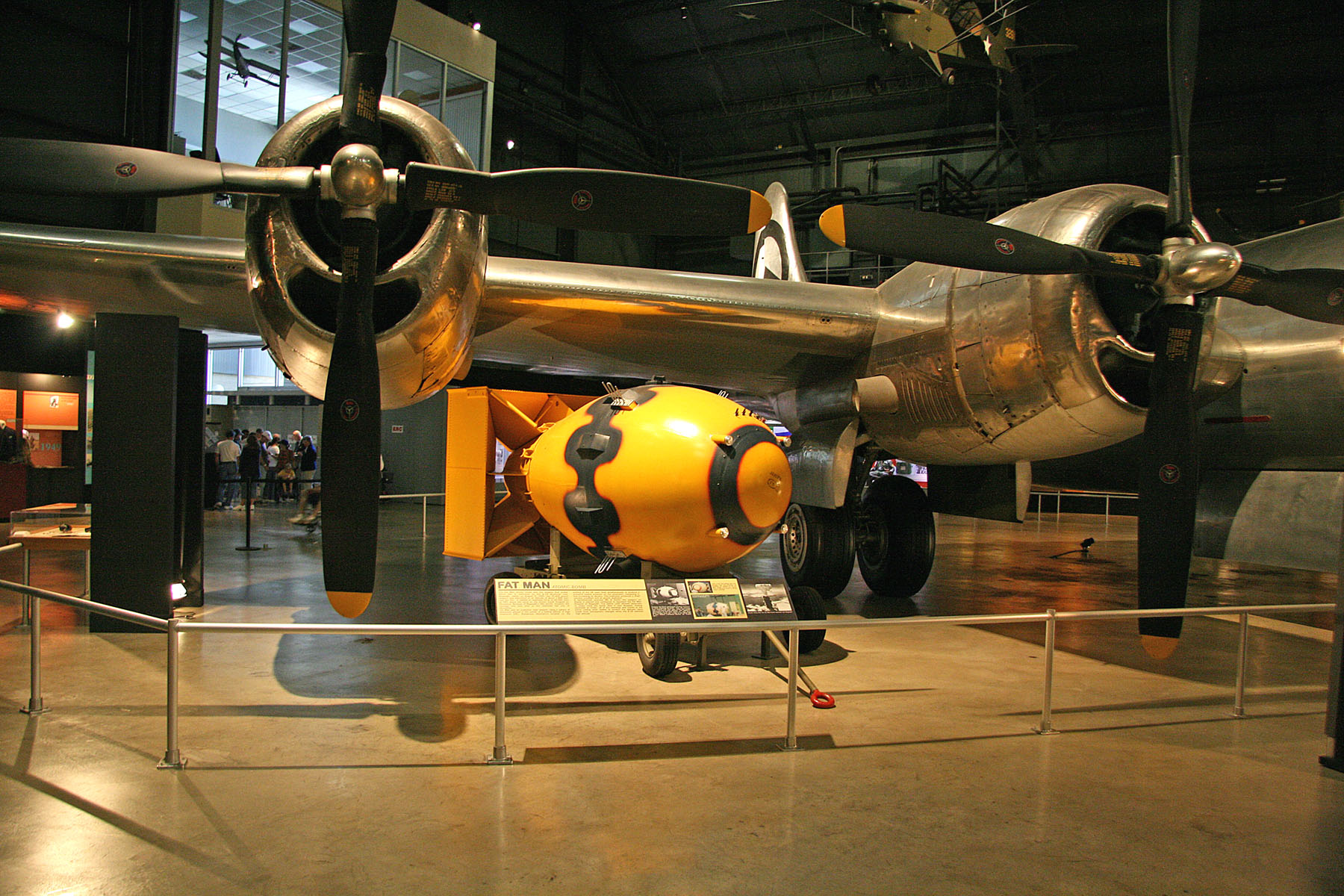
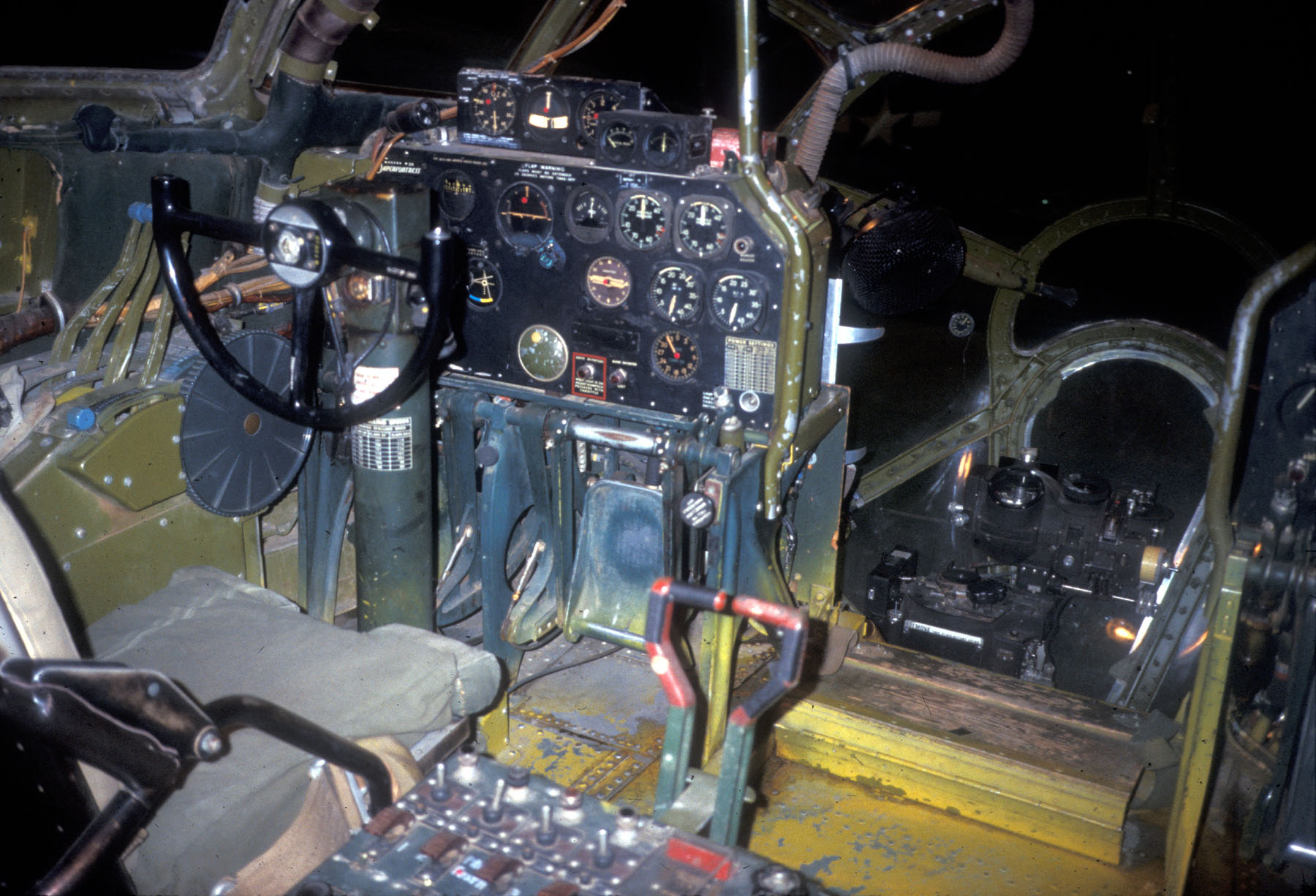
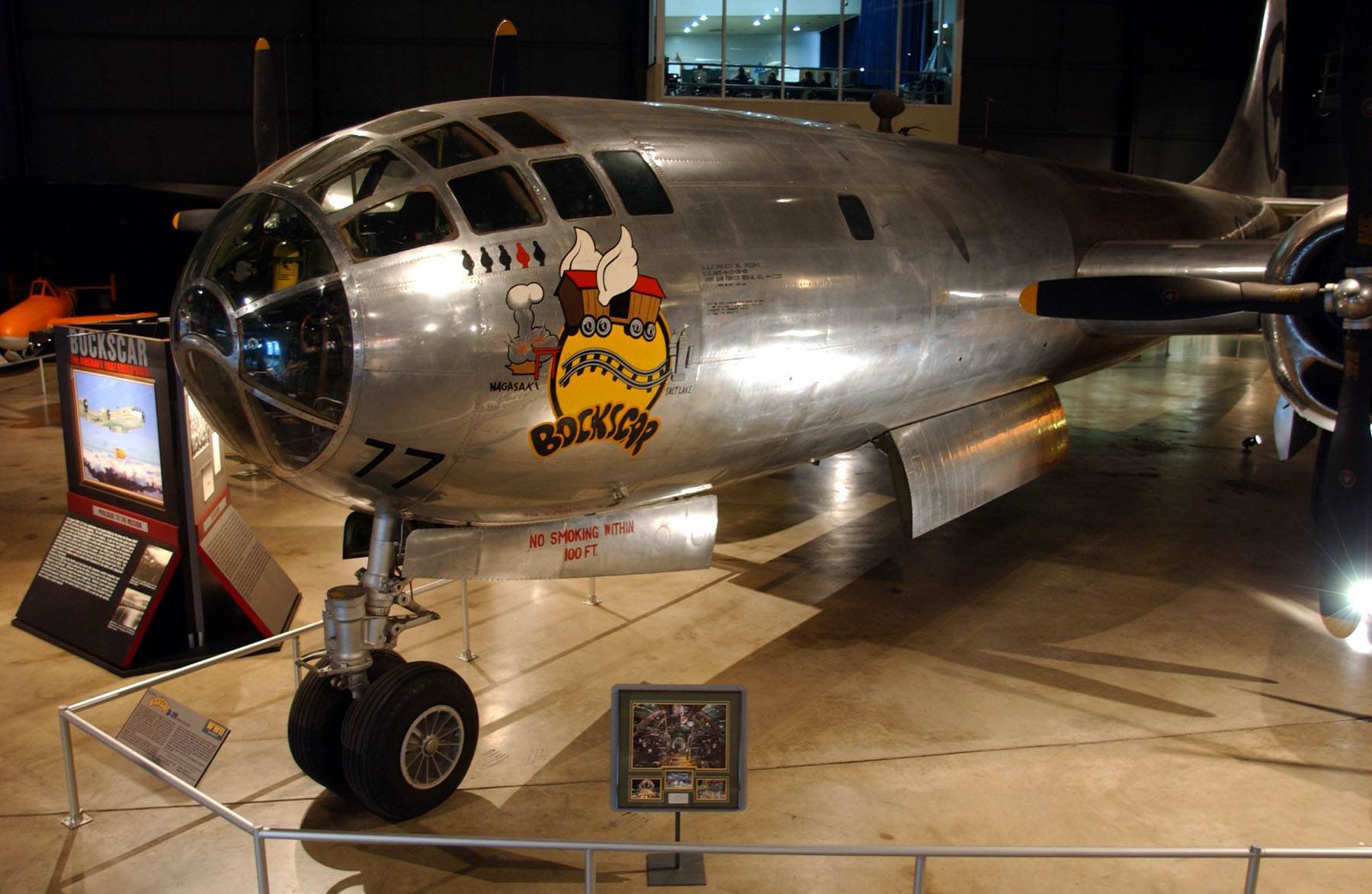